# 孔星鎮
孔 星鎮（コン・ソンジン、朝鮮語: 공성진、1953年4月20日 - ）は、韓国の政治学者、政治家。第17・18代国会議員。本貫は曲阜孔氏。キリスト教徒。

## 経歴
ソウル市出身。京畿高校、延世大学校政治外交学科、クレアモント大学院大学卒。政治学博士。極東問題研究所研究員、クレアモント大学院大学講師を経て、漢陽大学校行政大学院教授、ハンベク研究財団所長、未来構想研究所所長、季刊フォーラム21発行者・編集者、島山アカデミー研究院理事、月刊ハンベク情報編集者、クレアモント大学客員教授、KBS客員解説委員、北岳フォーラム代表、参与連帯諮問委員、環境運動連合指導委員、民主平和統一諮問会議諮問委員、監査院諮問委員を歴任した。
2004年の第17代総選挙と2008年の第18代総選挙で国会議員に当選した他、第17代国会環境労働委員会・情報委員会・国防委員会委員、ハンナラ党第1政策調整委員長、ソウル市党委員長、韓国総合格闘スポーツ連盟総裁、ハンナラ党最高委員、第18代国会政務委員会・保健福祉家族委員会・情報委員会委員、保健福祉家族委員会請願審査所委員会委員長を歴任した。
しかし、2008年に京畿道安城市のゴルフ場経営者から4100万ウォンを、ゴルフ場のカートメーカーから1億1800万ウォンを、バイオ技術企業から4100万ウォンをそれぞれ受け取ったことが発覚した。3年の裁判の末、2011年6月9日に大法院から懲役8ヶ月、執行猶予2年、追徴金1億5800万ウォンの終審判決を受けたため、国会議員職を失った。また、三和貯蓄銀行からも億ウォン台の不法政治資金を受け取ったことが判明したため、裁判で懲役6ヶ月、執行猶予1年、追徴金1億7000万ウォンを宣告された。2012年2月23日に電子渡航認証システムの犯罪の有無を問う項目に「なし」と虚偽な事実を記載したという理由により、ロサンゼルス国際空港で米国への入国を拒否された。